# Maxime Chaya
Pour les articles homonymes, voir Chaya.

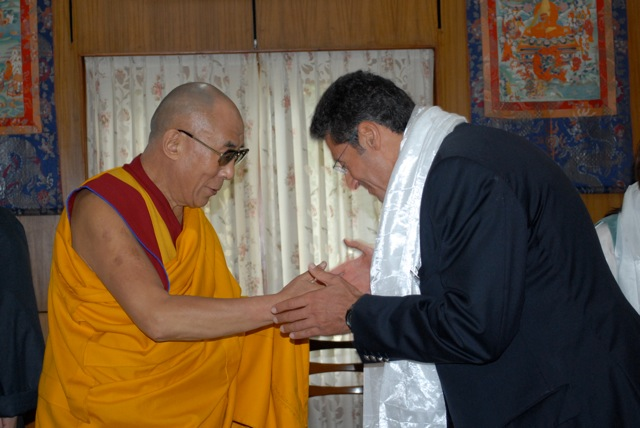
Maxime Chaya rendant visite au Dalai Lama à Dharamsala, en Inde, où il lui offrit une copie dédicacée de son livre Steep Dreams.

Maxime Edgard Chaya (né le 16 décembre 1961) est un sportif, explorateur et alpiniste libanais. Il est devenu le premier libanais à escalader l'Everest le 15 mai 2006, complétant le défi des sept sommets. Il est aussi devenu le premier au Moyen-Orient à avoir atteint le pôle Sud le 28 décembre 2007, le premier arabe à atteindre le pôle Nord le 25 avril 2009, et la 17e personne dans l'histoire à compléter le Three Poles Challenge. Ce faisant, il devient la 12e personne dans l'histoire à compléter l'Explorers Grand Slam.